# HD216754
HD216754 — хімічно пекулярна зоря спектрального класу A0, що має видиму зоряну величину в смузі V приблизно  8,7.
Вона  розташована на відстані близько 2938,3 світлових років від Сонця.

## Пекулярний хімічний склад
Зоряна атмосфера HD216754 має підвищений вміст 
Si
.